# Dariga Shakimova
Dariga Shakimova (20 de novembro de 1988) é uma pugilista cazaque, medalhista olímpico. 

## Carreira
Dariga Shakimova competiu na Rio 2016, na qual conquistou a medalha de bronze no peso Médio.